# El buen pastor (novela)
El buen pastor (título original en inglés: The Good Shepherd) es una novela náutica y bélica escrita en 1955 por el novelista británico C. S. Forester. Ilustra las dificultades de la Batalla del Atlántico: la lucha contra el mar, el enemigo y el agotamiento provocado por la constante vigilancia. También detalla los problemas de los primeros equipos de radar y ASDIC disponibles en la época y las malas comunicaciones entre la flota y el Almirantazgo utilizando HF Radio y criptografía manual temprana. En 2020 se estrenó una adaptación cinematográfica titulada Greyhound.

## Argumento
El personaje principal de la novela es el comandante Krause, el capitán del ficticio destructor USS Keeling de la clase Mahan de la Marina de los Estados Unidos. en la Segunda Guerra Mundial. Krause está al mando general de una fuerza de escolta que protege un convoy durante la Batalla del Atlántico, guiándolo a través de la brecha del Atlántico Medio donde ningún avión antisubmarino puede defender los convoyes. Se encuentra en una posición difícil. El viaje en cuestión ocurre a principios de 1942, poco después de la entrada de Estados Unidos en la guerra. Aunque es un oficial de carrera de la Marina, con muchos años de antigüedad, esta es su primera misión de combate. Los capitanes de los otros barcos en el grupo de escolta son inferiores a él en rango, y mucho más jóvenes, pero tienen mucha más experiencia.
La historia cubre trece guardias (52 horas) a bordo del puente del barco y se cuenta en tercera persona desde el punto de vista de Krause mientras lucha por salvar su barco, detallando sus cambios de humor desde su intensa y enfocada emoción y conciencia durante el combate hasta los resultados: la fatiga, la depresión y las dudas sobre sí mismo, ya que su autopercepción de inferioridad e inexperiencia con respecto a los otros capitanes bajo su mando lo preocupan (aunque a medida que avanza la historia, se demuestra que es bastante capaz). Reflexiona sobre su carrera y la esposa que lo dejó, en parte debido a su estricta devoción al deber. Está preocupado cuando la presión del deber lo obliga a descuidar sus oraciones (a diferencia de la mayoría de los otros héroes de Forester, Krause es devoto). Está preocupado por los recuerdos de que la junta de revisión de la Marina lo había pasado dos veces por alto para la promoción, emitiendo un juicio de apto y retenido debido a la poca o ninguna oportunidad en la Marina de antes de la guerra. Su ascenso a comandante solo se produjo cuando Estados Unidos entró en guerra, lo que lo llevó a temer que no fuera apto para el mando.
El libro también se centra en el intenso combate entre el USS Keeling y múltiples U-boats, con los que el Keeling finalmente acumulando múltiples muertes, y en las audaces misiones de rescate del barco a medida que el convoy cae cada vez más presa de los submarinos, todo en una carrera contra el reloj para escapar de los tramos indefensos del Atlántico. El libro es una descripción rica y detallada de la guerra naval, el manejo de barcos y la lógica interna de un oficial experimentado que lucha contra los muchos juicios minuciosos necesarios para mantener una disciplina rígida durante las duras condiciones de tedio implacables salpicadas de peligro extremo.

## Audiolibro
El libro se ha convertido en un audiolibro narrado por el director de cine norteamericano Edoardo Ballerini y producido por Podium Audio. El audiolibro se publicó el 5 de mayo de 2020.

## Adaptación cinematográfica
La novela ha sido adaptada al cine como Greyhound, escrita y protagonizada por Tom Hanks, también con Stephen Graham, dirigida por Aaron Schneider y producida por Gary Goetzman. La fotografía de preproducción tuvo lugar en enero de 2018 en el mar, a bordo del HMCS Montréal, una fragata de la Marina Real Canadiense. En marzo de 2018, Stephen Graham, Elisabeth Shue, Rob Morgan, Karl Glusman y Manuel Garcia-Rulfo se unieron al reparto, y la filmación comenzó en Luisiana. La película se estrenó en julio de 2020.